# Reason (langage)
Pour les articles homonymes, voir Reason.
Reason (aussi appelé ReasonML) est un langage de programmation qui compile (par défaut) dans le langage Javascript, dont la syntaxe est conçue pour faciliter l’interopérabilité avec ce langage et son adoption par ses programmeurs.